# Raymariely Santos
Raymariely Santos Pérez (Ponce, 13 aprile 1992) è una pallavolista portoricana, palleggiatrice delle Criollas de Caguas.

## Biografia
Il 29 dicembre 2019 sposa il pallavolista Jessie Colón.

## Carriera

### Club
La carriera di Raymariely Santos inizia giocando a livello giovanile nei club portoricani. In seguito, per motivi di studio, si trasferisce negli Stati Uniti d'America, dove entra a far parte della squadra della Arkansas, partecipando alla NCAA Division I dal 2010 al 2013.
Nella stagione 2014 inizia la carriera professionistica nella Liga de Voleibol Superior Femenino con le Leonas de Ponce, raggiungendo la finale scudetto. Nel campionato 2014-15 gioca nella Superliga Femenina de Voleibol col Murcia; al termine degli impegni col suo club, ritorna alle Leonas de Ponce per il finale del campionato 2015.
Dopo aver giocato con la formazione kazaka dell'Altay per il solo campionato asiatico per club 2016, nella stagione 2017 viene ceduta alle Indias de Mayagüez, venendo premiata a fine campionato come miglior palleggiatrice e inserita nella formazione delle stelle del torneo.
Nel campionato 2018-19 gioca con l'ASPTT Mulhouse nella Ligue A francese, dove resta anche nel campionato seguente, vestendo però la maglia del Venelles. Si trasferisce quindi in Grecia per la stagione 2020-21, partecipando alla Volley League col Thīras: alla conclusione degli impegni con la formazione ellenica prende parte alla Liga de Voleibol Superior Femenino 2021 con le Leonas de Ponce.
Nel 2022 partecipa alla seconda edizione dell'Athletes Unlimited, venendo insignita dello Sportsmanship Award, prima di tornare in patria per disputare la Liga de Voleibol Superior Femenino 2022 con le Pinkin de Corozal, aggiudicandosi lo scudetto e venendo premiata come MVP delle finali e miglior palleggiatrice, oltre a essere inserita nello All-Star Team del torneo. Torna in campo nel gennaio 2023, quando viene ingaggiata in Italia dalla Wealth Planet Perugia per la seconda parte della Serie A1 2022-23.
Dopo aver preso parte all'Athletes Unlimited 2023, viene ingaggiata dalle Columbus Fury per la Pro Volleyball Federation 2024. Torna quindi in patria per disputare la Liga de Voleibol Superior Femenino 2025 con le Criollas de Caguas, conquistando il titolo nazionale e i premi come miglior palleggiatrice e miglior ritorno, venendo inoltre inserita nell'All-Star Team del torneo.

### Nazionale
Fa parte della nazionale Under-18 portoricana, giocando come capitana al campionato nordamericano 2008; un anno dopo invece debutta in nazionale maggiore, vincendo la medaglia d'argento al campionato nordamericano 2009. Successivamente conquista la medaglia di bronzo alla Coppa panamericana 2017 e ai XXIII Giochi centramericani e caraibici, seguite da due bronzi alla Volleyball Challenger Cup 2022 e alla NORCECA Final Six 2022.

## Palmarès

### Club
- Campionato portoricano: 2

2022, 2025

### Nazionale (competizioni minori)
- Coppa panamericana 2017
- Giochi centramericani e caraibici 2018
- Volleyball Challenger Cup 2022
- NORCECA Final Six 2022

### Premi individuali
- 2017 - Liga de Voleibol Superior Femenino: Miglior palleggiatrice
- 2017 - Liga de Voleibol Superior Femenino: All-Star Team
- 2018 - Qualificazioni alla Volleyball Challenger Cup: Miglior palleggiatrice
- 2022 - Athletes Unlimited Volleyball: Sportsmanship Award
- 2022 - Liga de Voleibol Superior Femenino: MVP delle finali
- 2022 - Liga de Voleibol Superior Femenino: Miglior palleggiatrice
- 2022 - Liga de Voleibol Superior Femenino: All-Star Team
- 2025 - Liga de Voleibol Superior Femenino: Miglior palleggiatrice
- 2025 - Liga de Voleibol Superior Femenino: Miglior ritorno
- 2025 - Liga de Voleibol Superior Femenino: All-Star Team